# 工業化
工業化（こうぎょうか、industrialization）またはインダストリアリゼーションとは、農業中心の社会から工業中心の社会へと移り変わること。18世紀半ばのイギリスの産業革命に端を発し、現在に至るまで続く、農耕社会から産業社会へと変化するプロセスである。産業化の訳語が用いられる場合もある。

## 概要
一般的に定義すると、工業化は「農耕社会から産業社会、即ち農業を主体とする社会から工業主体の社会への転換」を意味するが、厳密な定義は困難である。しかし、概ね、人力や畜力を離れ蒸気力や電力といった非生物的な動力の採用と産業の機械化を決定的な契機として、社会全体の変化が引き起こされるという点で一致している。ただし工業化は必ずしも蒸気動力の導入以後に限定されない。
W.W.ロストウは工業化の決定的段階をもたらす条件として、1.生産的投資率の10%以上への上昇、2.製造業部門の高成長、3.経済成長を可能にする政治的、社会的、制度的枠組みの整備、の実現を挙げており、これらの条件を満たすことにより、工業化への離陸（テイク・オフ）が可能になるとされる。この工業化のプロセスの初期段階を一過性で個別的な歴史的事件と捉えた見方が「産業革命」である。
また工業化は近代化と極めて近い概念だが、近代化が民主主義などの政治的要素を含む概念なのに対し、工業化は技術的・経済的変化に重点を置いた見方である。その為、後発の発展途上国などでは工業化は進みながらも近代化が遅れている、という状況も生まれうる。なお、工業化も近代化も社会的な変化を含む、という点では共通している。
工業化を経験した社会では、農業などの第一次産業から工業などの第二次産業へと労働人口が移動する。労働人口の移動により、やがて農業部門の余剰労働力は底を突く（ルイスの転換点）。農業においても機械化は進行し、自給自足的なそれから市場的交換経済を前提としたものへと変化していく。それに伴い親族集団の解体と農村共同体の崩壊が進み、核家族化、大衆社会化などが進んでいく。また蒸気力の導入により、工場は川の傍という制約を離れ、労働力を確保しやすい都市近郊へと移り、都市化傾向に拍車を掛けることになる。

## 工業化のプロセス
工業が何かしらの理由で比較優位性をもつと工業への資源集中が始まる。工業化の前段階においては農業が主産業である場合がほとんどであるため、農産業の資源解放（解体）が同時に進行する。
工業は、農業よりも少ない土地により多くの労働量を吸収して発展する。さらに、工業は規格化や生産手段の高度化を行ないやすいために、農業よりも生産性向上が早まり、農業から工業への資源配分転換を促す。
輸出、国策による殖産興業、国内需要の発生、輸入代替などさまざまな理由から工業製品の需要が生まれ工業化を支える。この需要には、工業が成長する過程で行う設備投資も含まれるため、自らの成長が自らの需要を生む循環が発生する。
工業化は、工業の発展に伴い必要となる金融・流通などの産業に膨大な労働需要を生む。農業解体によって解放される資源を、それらの産業との間で分配した後は、移転的な成長を終え「工業化」のプロセスは終了する。このため、すべての資源が工業に投入される状況にはならない。

## 影響

### 経済
生産性上昇速度の速い工業への資源配分が進むことで、経済成長率が高まる。また、設備投資の増大が乗数効果をもたらし有効需要をもたらす。経済全体は、次第に工業生産の変動の影響を受けるようになり、在庫や設備投資の循環により景気循環が生まれる。また、競争力のある工業国が加工貿易により資源輸入と製品輸出を行なうようになるため、貿易が発展する。
工業により、賃金労働者が増加し商品取引の機会が増すため貨幣経済が発展する。また、工業の景気循環により、労働者が解雇され失業が発生するようになる。
工業は投資を増大させるため、資本ストックが累増する。このため、労働者の実質所得は上昇し生活が改善される可能性が高まる。

### 社会
工業はそれまで、耕地面積に依存していた付加価値生産を空間的に集約する効果を持つ。この効果は、労働力の集中をもたらす。そのため工業化の拠点では都市が発達する。また、都市における工業経済は、商取引（国際的には貿易）により工業製品と食料を交換することが可能であるため、人口増大をもたらす。工業化は、都市化と人口増大を経て社会に多大な影響をもたらす。
結果的に大衆社会が生まれ、政治や法制度の仕組みも変わっていく。また、伝統的な農村共同体が解体し、都市において若い匿名社会が生まれるため、結婚や家庭に対する観念も転換していく。
工業経済が、投資可能な資本家と投資不可能な労働者との間で所得配分を行なう結果、豊かなものと貧しいものへ分化し階層社会が発生する。

### 文化
工業化と同時に大量生産を基盤にした商品貨幣経済が発達するために、文化も変化する。それまで閉じた社会において有限な資源を循環させていた文化が崩壊し、開かれた社会が外部からの資源投入を受けて消費を続ける文化が生まれる。商品化の発想は次第に枠を広げ、行動様式は変化する。また、規格統一の価値が高まるため、量産や一律的な対応といった行動が人々の思考にも影響を与えるようになる。
また、大量生産への応需を図るため大衆社会へ向けた広告宣伝が重要となり、商品生産者をスポンサーとした文化が生まれる。

## 各国の工業化
| 国名                   | 開始時期    | 特色 | 鉄道開通年と開通区間                                                 |
| ---------------------- | ----------- | --- | -------------------------------------------------------------------- |
| イギリス               | 1760年代    | 1.木綿工業の紡績部門・綿布部門で交互に展開 2.19世紀前半「世界の工場」としての地位を確立                                                | 1825年、ストックトン・オン・ティーズ - ダーリントン                  |
| フランス               | 1830年代    | 1.フランス革命で創出された小農民中心（資本蓄積の遅れ） 2.七月王政期より本格化。発展はゆるやか 3.絹織物工業（中心リヨン）から開始       | 1832年、リヨン - サン＝テティエンヌ                                  |
| ベルギー               | 1830年代    | 1.1830年のベルギー独立革命が契機 2.独立後の経済危機を克服すべく、国家主導で銀行・産業を育成                                            |                                                                      |
| アメリカ合衆国         | 1830年代    | 1.米英戦争（1812年 -1814年）後のイギリスからの経済的自立 2.西部開拓による国内市場の拡大 3.南北戦争後に本格化                           | 1830年、ボルティモア - エリコット・シティ（Ellicott City, Maryland） |
| ドイツ帝国 · ( ドイツ) | 1840-50年代 | 1.領邦制のなかでのユンカー・ブルジョワの台頭 2.ドイツ関税同盟（1834年）による市場の統一 3.重工業から開始、西南ドイツやプロイセンで展開 | 1835年、ニュルンベルク - フュルト                                    |
| ロシア                 | 1890年代    | 1.農奴解放令（1861年）による労働者の創出 2.フランス資本の導入と国家の保護により1890年代に本格化                                        | 1838年、ペテルブルク - ツァールスコエ・セロー                        |
| 日本                   | 1890年代    | 1.1870年代の政府の殖産興業政策が契機 2.綿織物工業から開始 3.日清戦争前後、軽工業中心に発達（下関条約の賠償金も投入）                   | 1872年、新橋 - 横浜                                                  |

### イギリス
最初、織布の段階で起きた機械化が、紡績の機械化、繊維工業向けの機械産業の発生、機械製造資材の鉄を作る製鉄業、燃料となる石炭を調達する鉱業、原材料などを運送する鉄道産業などに波及し、工業化が始まった。

### ドイツ
ドイツ関税同盟などを背景に経済的な領域を確立したドイツでも工業化が起きた。イギリスの例と対比されることも多い。
1. 銀行資本の出資による積極的な拡張投資：ハイペースな事業拡大
2. 独占企業の発生：シェアと利潤の確保
3. 研究に基づく技術革新：科学者との協力で技術を生み出す

化学や軍事の分野で成果を挙げ、イギリスと伍する大国になり覇権を争うこととなる。

### アメリカ
南北戦争での勝利後、工業地帯である北部の保護貿易による躍進で工業化が進んだ。広大な大陸の東西両端に大都市があるアメリカでは大陸横断鉄道建設のブームにより産業化が進行した。また、各産業で独占企業が発生した。また、実業家への賞賛と羨望が、有能な人間を国内のみならず海外からも惹きつけたことが発展の大きな原動力となった。
アメリカでは、数々の技術革新がおき、新産業が次々に生まれた。
第一次世界大戦から黄金の1920年代に掛けてアメリカの重化学工業化は大きく進展した。世界恐慌により、工業は大きく衰退したが第二次世界大戦の軍需により復活。戦後間もない頃において、アメリカ工業は圧倒的なシェアをほこった。
新技術の発達で工業化が進展したが、1970年代のスタグフレーションと1980年代初めの高金利政策により壊滅的な打撃を受け、工業は競争力を喪失した。一方、情報革命の波に乗りビッグテックを中心とした情報産業が大きな割合を占めるようになった。
21世紀においては、航空機や兵器などの一部工業で競争力を有するものの、多くの工業製品は輸入や海外生産となっており、脱工業化が進展している。

### 日本
日本での産業革命は明治維新後の、政府の殖産興業政策によって進められ、1890年代から本格的に開始された（第一次工業化）。軽工業の典型が富岡製糸場（1872年操業開始）、重工業の典型が八幡製鉄所（1901年操業開始）である。19世紀末から20世紀初頭にかけて、安価で品質の安定した日本の軽工業製品の輸出が拡大していった。欧州で1914年に第一次世界大戦が始まると造船業などが活況を呈し、重化学工業化が進展した。
世界恐慌以後は、独自の重化学工業化政策を打ち出した。第二次世界大戦に伴う空襲などの打撃を受けたものの、こうした政策は戦後の高度成長の礎を作った。
第二次世界大戦後に国内への投資集中によって、1950年代後半から1960年代にかけて高度経済成長が始まり、世界的にも驚異的な成長を遂げた（第二次工業化）。農業の解体はここで最終段階へ入り、1980年代には世界で最も競争力のある工業国となる。また、その社会制度も規格化や画一化の進展した工業社会となった。
しかし1990年代のバブル崩壊以降、長い停滞の時代が始まる。時を同じくして生産拠点を中国や東南アジアに移転していき、産業の空洞化が著しくなった。

### ロシア（ソビエト）
ロシア帝国では農奴制に依存した貴族の大土地所有が続き、農業生産性の低さもあって工業化が遅れていた。1861年の農奴解放令をきっかけに農村の余剰人口は都市への流入を開始し、露仏同盟を基盤としたフランス資本の導入（シベリア鉄道の建設など）もあって、19世紀末に工業化が始まったが、20世紀初頭の時点においてもその生産力は西欧やアメリカなどの先進工業国に大きく水をあけられていた。ただし、1905年のロシア第一革命で都市労働者と兵士の合同評議会であるソビエトが組織され、ロシア社会民主労働党や社会革命党（エス＝エル）などの社会主義勢力の支持基盤となった事は、その後のロシア政治にとって大きな意味を持った。
第一次世界大戦での苦戦から発生した1917年のロシア革命で権力を奪取したボリシェビキ（後のソ連共産党）政権はペテルブルクやモスクワの労働者（ソビエト）を支持基盤とした政府であり、その産業政策は工業化を重視するものとなった。戦時共産主義政策により工場の接収・国有化が行われたが、ロシア内戦による国土の荒廃、および旧帝国の先進工業地域だったポーランドの独立などにより、新生ソビエト連邦（ソ連）の工業生産力は戦前の水準に遠く及ばなかった。
経済再建に向け、ソ連の指導者だったウラジーミル・レーニンは自らの掲げる共産主義化を一時緩める決定を行い、1921年からNEP（ネップ）と呼ばれる限定的な自由化政策を実施した。これによりソ連国内では「ネップマン」と呼ばれる小資本家が復活したが、続く最高指導者のヨシフ・スターリンは1928年から第一次五カ年計画を決定し、ソ連経済は強力な国家統制と重工業中心の特色を持つ体制へ引き戻された。この時、広大なソ連国内に点在する炭鉱や鉄鉱山を鉄道で有機的に結びつけるコンビナート方式が考案され、国土開発と一体となった工業化が進展した。資本主義国の経済が混乱した世界恐慌の影響を免れた幸運もあって、ソ連経済は粗鋼生産などで世界のトップクラスへと躍進した。
第二次世界大戦（独ソ戦）とそれに先立ついくつかの戦争・占領により、ソ連は特に西部地域で大きな経済的・人的損失を被り、ウクライナなどの工業先進地域の施設は破壊されたが、その賠償として旧ドイツ領内の設備や技術を接収した。戦前の五カ年計画による計画配置に続いて戦時疎開で重工業産業がウラル山脈地域や中央アジアなどにも展開され、戦後のシベリア開発の進展もあって、レーニン時代に唱えられた「全国電化」以来の課題だったソ連全土での工業化は大きく進展した。
対外面でも、ドイツ軍を追って占領した東ヨーロッパ諸国ではそのまま共産党政権を成立させ、1949年成立の経済相互援助会議（COMECON）により自国の勢力圏として確保した。これによりソ連は新たな技術と市場を入手し、アメリカと世界を二分する先進工業国とみなされるようになった。同年には中華人民共和国が成立し、ソ連は中ソ対立によって技術者の引き揚げを実施した1960年代初頭まで中国の工業化に大きく貢献した。
しかし、ノルマ重視や官僚主義の横行により統計上の成果と実体経済の混乱というギャップは埋まらず、核兵器などの強力な装備を必要とするソ連軍を支えるための軍産複合体が政策決定に大きな影響力を維持するソ連の政治体制も変わらなかったため、戦後の五カ年計画でたびたび目指された軽工業の振興や生活必需品の供給は大きな成果を得られず、特に質の面でソ連は先進資本主義諸国に大きく水をあけられた。1957年に実現した世界初の人工衛星、スプートニク1号の打ち上げはソ連の工業発展の先進性を世界にアピールし、アメリカでのスプートニク・ショックを引き起こしたが、ソ連国内では衣料品などの配給制が続くというアンバランスさが続いていた。
1970年代になると工業製品の東西格差は重工業でも徐々に現れ、特に電子工学や情報工学の部分で決定的に立ち後れたソ連は、石油や鉱物・林産資源の輸出に頼って資本主義諸国から先進機械を導入する経済構造になり、その技術導入も対共産圏輸出統制委員会(COCOM)により広汎に規制された。レオニード・ブレジネフによる比較的安定した、しかし活気に乏しいこの長期政権は、後に「停滞の時代」と評されるようになった。
ソ連支配下の東ヨーロッパ諸国では、COMECONの制約を受けながらもそれぞれの工業化を志向し、特にポーランドやルーマニアでは工業生産力が向上したが、資本主義諸国からの借款に依存したポーランドは1970年代から重い債務負担に苦しみ、石油や小麦の輸出により経済の自律性を保とうとしたルーマニアでは「飢餓輸出」状態が発生して国民生活が危機に瀕した。
1980年代に入るとソ連国内でも経済改革が志向され、ミハイル・ゴルバチョフ政権によるペレストロイカによって国民生活の向上が目指された。アフガニスタン侵攻からの撤退に続いて1989年に東欧革命が起こった事で、ソ連はアメリカとの間で続いていた冷戦体制を終結させ、ソ連経済は軍拡競争による過重負担から解放されたが、東欧での勢力圏消滅は市場の喪失というマイナスをソ連経済に与えた。軍産複合体にとってその影響は特に深刻で、1991年のソ連8月クーデター失敗と同年12月のソビエト連邦解体はその衰退を決定的にした。西側の支援による急進的な経済改革は効果を見せず、旧ソ連の継承国家として広大な国土に点在する非効率な軍需産業まで引き継いだロシア連邦や、ソ連政府の政治的判断で経済性を度外視した重工業配置が行われていた中央アジア諸国では工業生産力の低下が続いた。ロシアではオリガルヒと呼ばれる新興財閥による国家経済の寡頭支配体制が発生した。
しかし、2000年代に入るとロシアではウラジーミル・プーチン政権による強力な国家体制が構築され、オリガルヒ集団の破壊や懐柔により経済運営の主導権が再び政府に移った。産業の民生転換もようやく軌道に乗り、BRICSと総称される新興経済発展国の一つとして見なされるようになったロシアでは、外国資本の導入も利用しながら新産業の振興が図られた。2022年にはロシア・ウクライナ戦争を起こし、再び西側との分離を進めていった。

### 新興諸国
1960年代の日本、1970年代の韓国、台湾、香港、シンガポールのいわゆるNIES諸地域、1980年代の東南アジア諸国につづき、1990年以降は中華人民共和国の工業化が著しい。

#### 中国（清朝〜中華人民共和国）
中国は伝統的に高い水準の技術力を持ち、近代科学技術の基礎となる各種の道具の発明も羅針盤や火薬などで世界に先駆けていた。16世紀の明代中期以降には絹織物や綿織物の手工業も発展していたが、その資本蓄積はさらなる商業投資に向けられた事や、豊富な人口を持つため機械の導入による省力化が全く不要だった事は、西欧諸国で産業革命の進展と同時に進んだ市民勢力（中産階級）の台頭が皇帝専制体制を取る明朝、及びその統治体制を引き継いだ清朝では起こらなかった事もあり、産業化と同義としての「工業化」は長く起こらなかった。18世紀後半、清の乾隆帝がイエズス会の布教を禁止して西欧の文物流入を絶やした事は、産業革命の恩恵から中国を遠ざけた。
アロー戦争の敗北が1860年の北京条約締結に至り、イギリスやフランスとの科学技術力の格差を痛感した清朝は、曽国藩や李鴻章などの官僚によって洋務運動に着手した。清朝自らが西欧の科学技術を導入して各地に官設工場を建設する方式は、日本の明治政府が取った文明開化政策と同種で、かつ清朝の方が早期に着手していたが、支配理念では伝統を譲らず、従来の体制の枠組みの中に西欧の技術を組み込もうとする中体西用論に立脚した洋務運動に基づく改革は1894年からの日清戦争敗北によってその限界を明らかにした。
洋務運動が失敗した理由として官設工場の経営の問題が挙げられる。恒常的に近代企業を経営しようと思えば莫大な資金が必要であるが、その仕組み（会社法のような財産の保護や会計の監査を義務付ける法律）が当時の中国にはなかったのである。一例を挙げると、1870年代に外資が先導し生産を始めた器械製糸業は従来の手操りき生糸に代わって中国の代表的な輸出生産品を占めた。しかしながら外資以外は自己資本の乏しい零細工場ばかりで、資本の大部分を外部に仰がざるをえなかった。
日清戦争敗戦を期に全面的な改革の実施を目指した光緒帝や康有為らが行った1898年の戊戌の変法は西太后らによる戊戌の政変で失敗に終わった。一方、同年から義和団事変で清朝が大敗した1900年にかけ、欧州列強諸国は清朝の各地に租借地や排他的勢力圏を設定し、ここに自国の資本を導入して鉄道建設や鉱山開発などに着手した。
この「中国分割」に列強の一員として加わり、本国との距離が欧米よりも近い日本は、1905年の日露戦争勝利で自国の勢力圏とした満州南部で南満州鉄道の設立や撫順炭鉱の開発などを行い、後の工業地域の基盤を築いた。西太后自身が1901年から開始した光緒新政も含め、これらの諸政府による政策は中国の近代化・工業化を促進したが、同時に清朝による全国統治の継続を困難にした。辛亥革命によって1912年に清朝が滅亡した後は中華民国各地に軍閥が割拠する分裂状態となった。経済面を含む国家政策の立案は不可能で、中国の工業化はさらに遅れた。
その後第一次世界大戦は、欧米製品の流入を減らし、中国経済に大きなチャンスをもたらした。こうして、中国でも紡績業など工業化の兆しが見えてきたのである。
1920年代に入り、広州から北伐を続けた中華民国政府の国民革命軍が北上を続け、1928年にはようやく中国全土の統一を回復した。この政府の指導者となった蔣介石は、国際金融都市として発展した上海を中心とする浙江財閥の娘の宋美齢と結婚し、蔣介石政権ではブルジョワ政党と規定される中国国民党と民族資本家の協力が進んだ。
中国は世界恐慌の影響を受けながらもドイツとの協力（中独合作）による経済建設を目指し、ナチス政権成立後も天然資源供与との交換で経済建設に一定の成果を挙げたが、1937年からの日中戦争により蔣介石政権は沿海部の商工業都市の支配権を失い、ドイツとの協力関係も終了した。また、占領地に日本が樹立した南京国民政府も不安定で、戦闘が継続する状況では長期的な経済政策を立案できず、中国の工業化は再び中座した。
一方、1932年に満州国が建国されて日本による支配が強化された満州では、満州重工業開発などの企業による重工業中心の開発が進められた。満州は日本の戦争遂行を支える資源供給地として位置付けられ、その利益は日本によって利用されたが、高い鉄道敷設密度など、中国本土に先駆けた産業建設と工業化が目指された。1945年8月のソ連対日宣戦と日本軍の降伏で満州国が崩壊すると、旧満州地域は中国東北部として再び中国の一部となった。同地域で留用された日本人技術者はソ連が掠奪した産業施設の復旧や中国人への技術移転などを行い、東北部が中国の工業化の先進地域として機能する準備が整えられた。
1949年、中華民国（蔣介石政権）を台湾に追って成立した中華人民共和国は、ソ連と同様に中国共産党のプロレタリア独裁政権と規定される共産主義政権だったが、中国共産党中央委員会主席の毛沢東は農村からの社会主義革命を基礎とする毛沢東主義の提唱者だったため、その経済政策は人民公社に象徴される農業と工業の一体化や、下放政策も行われた大都市発展の抑制など、農本主義的な傾向を強く持った。農村製鉄の実施により粗鋼生産量でイギリスを超えるとした1958年からの大躍進政策は農村の生活を極度に窮乏させ、1965年からの文化大革命では高等教育機関の閉鎖を含む技術者の迫害・追放・死亡につながるなど、毛沢東指導下の経済建設は混迷を極め、中ソ対立によるソ連からの訪中技術者の帰国もあって、中国社会の工業化は遅々として進まなかった。この混乱の中でも核兵器の開発には注力し、1964年に核実験を成功させた。
1976年、毛沢東共産党主席は死去し、その後の数年のうちに権力を握った鄧小平によって文化大革命は否定されることになった。鄧小平は改革開放の政策をとなえ、沿海部に経済特別区を設け、その政策的な優遇のもとでの輸出向け加工工業の発展もめざしていった。改革開放当初、中国工業の発展には懐疑的な見方もあったが、まず圧倒的な人件費の安さが強みとなった。これら近隣諸国が経済発展をとげていく環境にあって、中国はまず労働集約的な工業によって国際的な経済に結び付けられていった。しだいに工業地帯は限られた特別区から各地へ広がり、製造品目も繊維製品から機械部品などへと展開していった。

#### 台湾
台湾では戦前の日本統治時代において既に工業化社会の戸口に達しており、太平洋戦争中の米軍による爆撃などで被害を受けたとはいえ、50年間の統治時代に築かれたインフラの整備、産業の復興と教育の普及など、同じように植民地支配を受けて独立した他の開発途上国とは比肩できない。さらに米国の援助と日本の借款供与、華僑の投資に加え、国民党政権下における経済政策（1965年に高雄初めて建設された「加工出口区」の制定や「公地方領」「耕地三七五減租条例」等の土地改革）により1950年代から著しい経済成長を遂げ、台湾の奇跡と呼ばれるようになった。1970年代の蔣経国時代には十大建設など大規模インフラ整備計画が実施され、台湾はアジア四小龍（NIES）の一つに数え上げられるほどの成長を遂げた。

#### 韓国
韓国では朝鮮戦争終結の1953年以降、工業化への歩みが始まったが、当初の方向は輸入消費財の国産化をめざす輸入代替工業化であった。このため政府は、輸入数量規制、差別的関税率等によって、代替すべき消費財の輸入を抑制するとともに、これらの国内生産に必要な原材料・中間財・資本財の輸入を優先させた。また、実勢に比して高い為替レートと低い金利を維持し、これを輸入代替産業に優先的に利用させた。しかし、1956年以降、年を追って製造業生産の増加率が低下し、貿易収支も一時改善をみせたものの、1960年以降再び赤字幅が拡大した。このため韓国では1960年以降、とりわけ朴正煕政権成立の1960年代半ば以降、工業化の方向を輸入代替から輸出指向へと政策的に転換していった。

#### インド
インドは発展途上国であるにもかかわらず、その工業化の歴史は意外に古いものがある。独立以前より近代的な繊維産業や鉄鋼業が確立され、戦前期には日本の産業と競合する間柄でもあったほどである。長年の植民地支配の苦い経験を嘗めてきたこともあり、独立後、インドは経済的自立の達成を強く志向するようになり、混合経済体制の下でフルセット型の産業基盤の構築を図ってきた。
自動車産業を例にとれば、1954年には部品の段階的国産化を求める政策方針が打ち出された。そのためゼネラルモーターズやフォード・モーターなど外資系メーカーは撤退し、インドの自動車産業は民族系メーカーによってのみ占められることになり、それに伴って部品産業の裾野もかなりの広がりを見せるようになった。このように広範な産業基盤の形成が図られるようになったものの、やがて行きすぎた統制や閉鎖的な経済運営の弊害が顕著となり、農業危機も加わって、1960年代後半よりインド経済は長期停滞を余儀なくされ、世界経済に占める地位も低下の一途を辿るようになった。
インドの経済成長がその後回復・加速するようになった要因として、次の2点を挙げることができる。第1に、緑の革命を通じて、食糧自給が確保され、もはや食糧不足によって経済発展が制約されることがなくなったことである。現在、インドは食糧の有力な輸出国になっている。第2に、既存の混合経済体制の枠組みの変更を伴う本格的な経済自由化が導入されたのは1991年からであるが、すでに1980年代より経済自由化が部分的に導入されるようになったことである。従来、過度な規制と保護は政府、産業界双方のレベルで既得権を蔓延させる結果となり、産業の効率性や競争力に著しい弊害をもたらした。規制緩和や競争原理の導入はそうした弊害を是正し、生産性向上や生産拡大への道を開く結果となった。

#### タイ
タイは1950年代までは、タイはコメの生産・輸出を中心とする農業国だった。1950年代末から工業化政策が始まり、1961年に経済開発計画が導入され、1960年代には、積極的な外資導入による輸入代替工業の育成が推進されてきた。しかし、資本財輸入等を通じて貿易不均衡が拡大し、国際収支の悪化をもたらした。1970年代に入ってからは輸出指向型産業育成に方針転換された。具体的には、輸出向け製品に必要な輸入財への関税軽減、輸出業者への低利融資等が導入された。この結果、食品加工業、繊維、衣類等の労働集約型産業が高成長を遂げた。
しかしながら、インフラストラクチャーの不備が原因となり工業化は思うように進まなかった。このような状況が変化したのが1985年のプラザ合意である。日本企業は生産コスト上昇に対応するために、タイを始めとした東南アジアへ生産拠点を移した。またNIES諸国も賃金上昇と通貨高が進行したため、タイへの投資を加速させた。その結果、工業製品の割合は1988年の54.9%から73.1%まで上昇し、輸出品目は労働集約的な製品だけでなく、家電製品、集積回路やコンピューター製品などに多様化した。